# Elwood Wendell Molseed
Elwood Wendell Molseed (Murphysboro, 5 de agosto de 1938-4 de abril de 1967) fue un botánico, escritor, explorador estadounidense.

## Algunas publicaciones

### Libros
- 2010. The Systematics of Tigridia (Iridaceae) of Mexico and Central America. Editor University of California, Berkeley, 600 pp.

## Eponimia
- (Apiaceae) Arracacia molseedii Mathias & Constance[2]
- (Iridaceae) Tigridia molseediana Ravenna[3]